# Henry Carey
Henry Carey, baron af Hunsdon blev født den 4. marts 1526 og døde som 70-årig den 23. juli 1596.
Han var søn af Mary Boleyn – søster til den senere dronning Anne Boleyn. Der har siden drengens fødsel været spekulationer om, hvem hans biologiske far var. Var det selveste kong Henrik 8. af England eller William Careys. 

## Uægte søn eller ej?
Henrys mor, Lady Mary Carey, var kongen af Englands elskerinde, og dette forhold begyndte et sted i 1520 . Den præcise dato for begyndelsen og enden af affæren kendes ikke, men da Henry blev født i marts 1526, menes den at have været afsluttet .
Rygter har altid cirkuleret om, at Henry var et uægte barn af kong Henrik den 8., og i 1536 udtalte John Hales, sognepræst i Isleworth, efter sit første møde med Henry, at han havde mødt en ung kong Henrik. Ideen om, at Henry var kongens uægte søn, blev holdt i live i utallige Tudor-historier, og den var så standhaftig, at den kom med i den fiktive roman af Philippa Gregorys Den anden søster (baseret på Mary Boleyns liv).

## Barndom
William Carey, Henrys far, døde pludselig af den engelske svedesot den 23. juni 1528, da Henry kun var 2 år, og han og hans storesøster Catherine Carey kom under formynderskab af deres moster Anne Boleyn, der på det tidspunkt var forlovet med kong Henrik, der brændende ønskede sig en søn, som kunne efterfølge ham på tronen. Børnene havde tæt kontakt til deres mor, der holdt sig på god fod med sin søster for deres skyld. Men da Mary forelskede sig og hemmelig indgik ægteskab med soldaten William Stafford, brød resten af familien Boleyn kontakten med hende .
Anne Boleyn tog sig af sin nevøs opdragelse og sørgede for, at han fik de bedste lærere fra Cistercienserordenen. Han modtog også undervisning af den franske poet Nicholas Bourbon, hvis liv blev reddet fra den franske inkvisition. 
Henrys royale moster blev halshugget i maj 1536, da han var 10 år gammel, og hans mor døde kun 7 år efter på sin ejendom i Essex, som hun havde arvet efter sine forældre
. 
Den 21. maj 1545 giftede han sig med Anne Morgan, datter af Thomas Morgan, og Anne Whitney fra Arkestone, Hertfordshire.

## Politisk karriere
Henry Carey gik ind i politik som 21-årig, hvor han i to omgange repræsenterede Buckingham i 1547–1550 og senere i554–1555. Han blev adlet i november 1558, hvor han blev ophøjet til baron af sin kusine Elizabeth 1. af England den 13. januar 1559. Hans søster, Catherine, blev desuden en af dronning Elizabeths mest betroede kammerdamer.
Hans titel som baron omfattede ejendomme i både Hunsdon og Eastwick, Hertfordshire og i Kent. Ejendommene i Hunsdon havde tidligere tilhørt Elizabeths forgænger Maria 1. af England, og han modtog desuden også retten til en årlig pension på £400. 
Henry modtog senere titlen Captain of the Gentlemen Pensioners i 1564, en title der gjorde ham til dronningens personlige bodyguard, en position han havde i ca. 4 år. 
I år1569 begyndte de nordlige jarler af samle sig til modstand, der blev ledet af Thomas Howard, Charles Neville og Thomas Percy og støttet af den romerskkatolske pave Pius 5.. 
Han fik ordre af dronningen om at besejre modstanderen Sir Leonard Dacre og dermed svække rebellerne. Næsten 3000 rebeller overfaldt Henrys bataljon, der kun var halvt så stor, men Henry kæmpede bravt. Mange af de tilbageblevne flygtede over grænsen til Skotland men blev drevet tilbage efter ordre fra den skotske regent. I sit brev til dronningen fortalte han detaljeret om sejrene og nævnte desuden rebellernes angreb, som han kaldte:” det modigste angreb, jeg nogensinde har set!”. Han blev belønnet ved at modtage en personligt takkeskrivelse fra dronningen, hvori hun takkede og skrev:” jeg tvivler stærkt på, kære Henry, om sejren blev skænket til mig glæder mig mest, eller om du blev udvalgt af Gud til at være et symbol på min hæder; og jeg forsikrer dig om for mit lands skyld, at det første må være tilfældet, men i mit hjerte tror jeg, at det sidste behager mig bedst.... du har bragt meget ære... din kærlige dronning Elizabeth R".
I 1591 - 1592 var han medlem af den kommission, der varetog embedet som lordkansler.
Henry havde ry for at være en langsom, men oprigtig mand med kun lidt situationsfornemmelse, hvilket ofte skadede ham ved domstolene. Imidlertid var hans karakter og omtale som succesfuld militærmand det, der gav ham respekt, – og ofte opmærksomhed fra soldaterne der tjente under ham. 
Henry Carey døde på Somerset House, Strand den 23. juli og blev begravet den 12. august 1596 på Westminster Abbey. På sit dødsleje tilbød dronning Elizabeth I at gøre ham til jarl af Wiltshire; men han takkede nej med disse ord: 
| Citat | Madam, da du ikke fandt mig værdig til denne ære i live, da vil jeg ej heller finde mig selv værdig i døden | Citat |
|       | |       |

### Titler
Henry Carey modtog adskillige titler af Dronning Elizabeth 1.
- 1560: Master of the Queen's Falconry,
- 1561: Knight of the Garter
- 1558: Captain of the Gentlemen Pensioners
- 1568: Governør af Berwick-upon-Tweed, Northumberland and Lord Warden of the Eastern March.
- 1569: Lieutenant General
- 1574: Keeper of Somerset House
- 1577: Privy Counsellor
- 1581: Captain-General med ansvaret for de engelske grænser
- 1585: Lord Chamberlain of the Household. En titel han beholdt resten af sit liv
- 1588: Lord Chamberlain Lieutenant, Principal Captain (British Army and Royal Marines) og Governor of the army for sikkerheden af dronningens liv
- 1591: Commissioner for Office Earl Marshal and High Steward of Ipswich og Doncaster
- 1591: Chief Justice of the Royal Forces. En titel han havde indtil sin død.
- 1592: High Steward of Oxford. Han modtog denne titel den 20. marts, 1592, og beholdt den indtil sin død

## Børn
Henry Carey og Ann Morgan fik sammen 12 børn:
- George Carey, 2. Baron Hunsdon (1547 – 8. september 1603). Han giftede sig den 29 December 1574 med Elizabeth Spencer, datter af John Spencer, medlem af parlamentet hvor han repræsenterede Northamptonshire, og Katherine Kitson.
- John Carey, 3. Baron Hunsdon ( – april 1617). gift den 20. december 1576 med Mary Hyde, datter af Leonard Hyde of Throcking, Herefordshire. De blev forældre til den senere 1. jarl af Dover Henry Carey.
- Henry Carey.
- Thomas Carey. Døde som spæd.
- Thomas Carey. Sandsynligvis navngivet efter afdøde bror. Døde også som spæd
- William Carey.
- Edmund Carey (c. 1558 – 1637). Gift tre gange. Først med Mary Crocker, anden gang med Elizabeth Danvers og tredje gang med Judith Humphrey. Han blev far til Robert Carey, men der er tvivl om hvem af hans tre koner der var moderen.
- Robert Carey, 1. jarl af Monmouth (1560 – 12. april 1639). han blev gift den 20. august 1593 med Elizabeth Trevannion, datter af Hugh Trevannion og Sybilla Morgan. De blev forældre til den senere 2. jarl af Monmouth Henry Carey.
- (ukendt søn)
- Katherine Carey, grevinde af Nottingham (c. 1550 – 25. februar 1603). hun var gift med Charles Howard, 1. jarl af Nottingham.
- Philadelphia Carey. Gift med Thomas Scrope og senere mor til Emanuel Scrope, 1. jarl af Sunderland.
- Margaret Carey. Indgået i ægteskab med Edward Hoby, søn af ægteparret Thomas Hoby og Elizabeth Cooke.

Ud over de børn født i ægteskabet havde han adskillige børn udenfor ægteskabet med sine elskerinde, blandt andre Valentine Carey, der tjente i militæret under sin fars kommando og opnåede store fortjenester deraf.